# Galatea (mitologia)

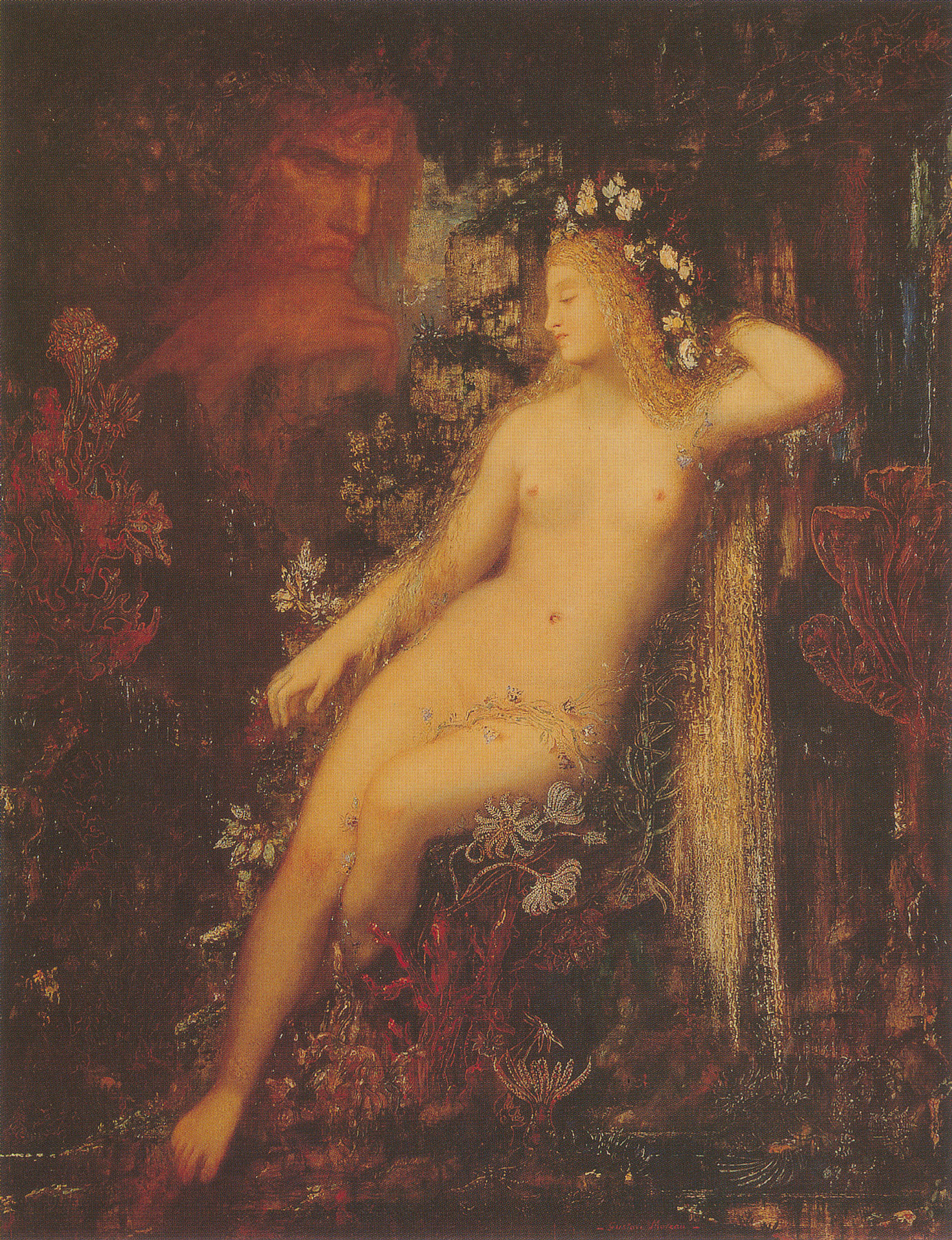
Galatea, Gustave Moreau

Galatea (gr. Γαλάτεια Galáteia – mlecznobiała, łac. Galatea) – imię noszone przez  postacie kobiece w mitologii greckiej.
Znane są trzy postacie w mitologii greckiej:
- Ożywiony posąg o imieniu Galatea, żona Pigmaliona. Pigmalion zakochał się w wyrzeźbionym przez siebie posągu kobiety, który na jego prośbę ożywiła Afrodyta[1].
- Nereida, w której zakochał się cyklop Polifem. Galatea pokochała śmiertelnika, sycylijskiego pasterza Akisa. Polifem zabił go rzucając na niego olbrzymią skałę. Galatea następnie zamieniła jego krew w jedną z sycylijskich rzek – Acis[2][3].
- Galatea z Krety, córka Eurytiosa, małżonka Lamprosa. Lampros widząc, że żona jest brzemienna zapowiedział, że zaakceptuje tylko syna. Galatea urodziła córkę i ukryła ten fakt przed mężem. Nadała jej imię męskie Leukippos, ubierała jak chłopca, ale z biegiem lat coraz trudniej było zatajać płeć dziecka. Matka udała się do świątyni Latony, która zlitowała się nad dziewczynką i zmieniła jej płeć[2][3].

## Odniesienia literackie i artystyczne
Mit o Pigmalionie znalazł odzwierciedlenie w różnych dziedzinach sztuki np. w dramacie (Jean-Jacques Rousseau), poezji (Robert Graves), muzyce (opera) Jean-Philippe Rameau, w sztukach plastycznych (Étienne Maurice Falconet).
- La Fábula de Polifemo y Galatea – Luis de Góngora y Argote
- Galatea – Madeline Miller